# 紅翼航空
紅翼航空（英語：Red Wings）為一總部設於俄羅斯莫斯科西行政区Vnukovo分區的航空公司。紅翼航空提供客運及貨運業務。

## 歷史

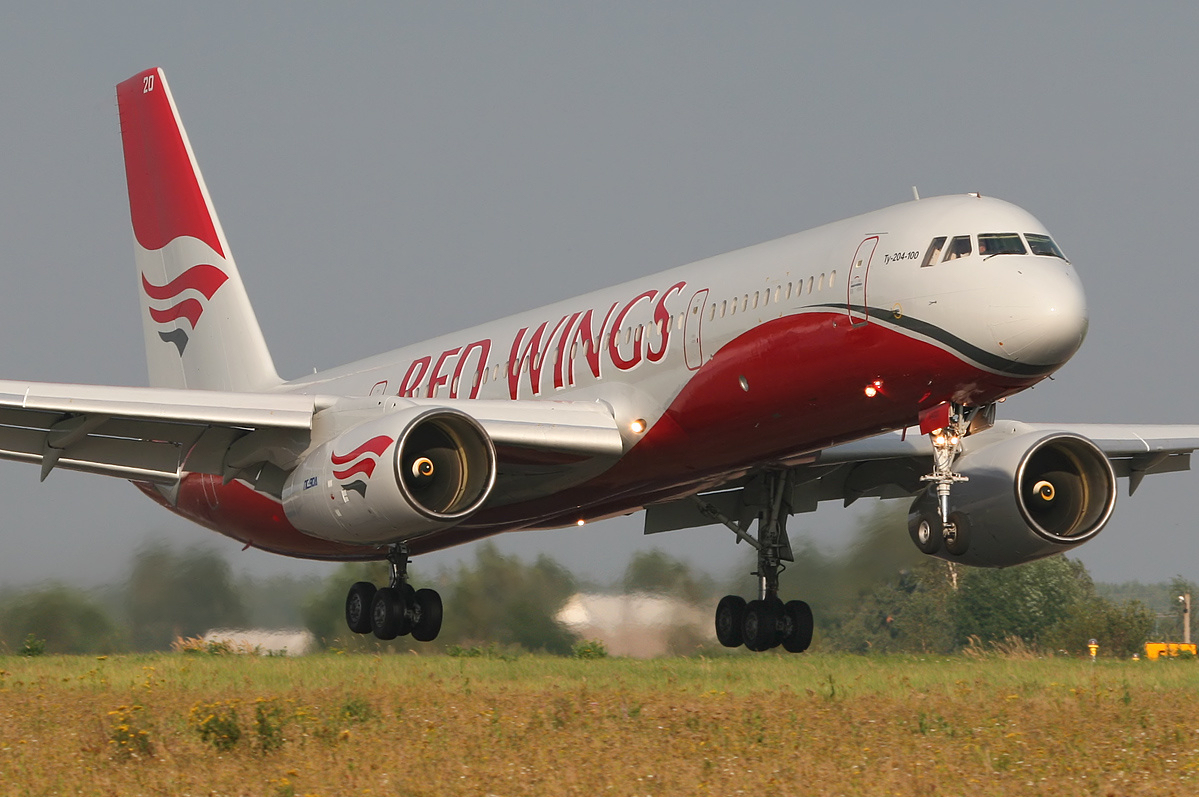
紅翼航空 Tu-204-100B

红翼航空在1999年成立，当时的名字為VARZ-400，VARZ是Vnukovo Avia維修工厂的首字母缩写。在2001年重命名为Airlines 400, 在2007年命名為红翼航空。
红翼航空的擁有者為俄羅斯大亨亚历山大·列别捷夫，他想成立一个可搭载210名旅客，以现代化俄制客机图204-100B營運的廉价航空。航空公司目前机队中有10架图204-100B (第11架在2012年12月29日在莫斯科伏努科沃機場坠毁)，并有意购买空中客车A320或空中客车A321，以取代旗下的图204-100B。
列別捷夫同時持有49%德國包機航空公司——德国蓝翼航空股權，為紅翼航空的姐妹公司。但2008年金融海嘯導致全球投資者撤資而造成資金周轉不靈，藍翼航空於2010年1月13日宣布破產結業。

## 航點與代碼共享

### 歐洲
俄羅斯
- 莫斯科－莫斯科多莫傑多沃機場 樞紐機場
- 聖彼得堡－普爾科沃機場
- 葉卡捷琳堡－科利佐沃機場[5]
- 索契－索契國際機場 重點機場
- 礦水城－礦水城機場
- 車里雅賓斯克－車里雅賓斯克機場[6]
- 克拉斯諾亞爾斯克－葉梅利亞諾夫國際機場[7]
- 新西伯利亞－托爾馬切沃機場[8]
- 阿斯特拉罕－納里馬諾沃機場（英语：Narimanovo Airport）
- 馬哈奇卡拉－乌伊塔什机场[9]
- 莫曼斯克－莫曼斯克機場
- 下諾夫哥羅德－下诺夫哥罗德国际机场
- 奧倫堡－奧倫堡特森特拉尼機場
- 彼爾姆－彼爾姆國際機場（英语：Perm International Airport）
- 薩別塔－薩別塔國際機場（英语：Sabetta International Airport）
- 薩馬拉－庫魯莫奇國際機場（英语：Kurumoch International Airport）
- 烏法－烏法國際機場[10]
- 阿納帕－阿納帕機場（英语：Anapa Airport）（季節性）  重點機場
- 加里寧格勒－哈拉波羅夫機場（季節性）
- 克拉斯諾達爾－克拉斯諾達爾國際機場（英语：Krasnodar International Airport）（季節性）
- 鄂木斯克－鄂木斯克中央機場（英语：Omsk Tsentralny Airport）（季節性）

 克里米亞共和國
- 辛菲洛普－辛菲羅波爾國際機場 重點機場

- 普拉－普拉機場（季節性）

 蒙特內哥羅
- 蒂瓦特－蒂瓦特機場（季節性）

 土耳其
- 安塔利亞－安塔利亞機場 包機
- 達拉曼－達拉曼機場（英语：Dalaman Airport） 包機

### 亞洲
亞美尼亞
- 葉里溫－茲瓦爾特諾茨國際機場

- 巴統－巴統國際機場（季節性）

- 費爾干納－費爾干納國際機場
- 納沃伊－納沃伊國際機場
- 納曼干－納曼干機場
- 北韓平壤順安國際機場 -莫斯科謝列梅捷沃國際機場

### 代碼共享
紅翼航空與以下航空公司簽訂代碼共享協議：
- 俄羅斯北方航空

## 機隊

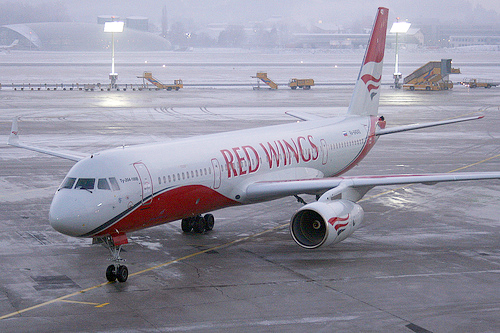
红翼航空的图204(RA-64043)

紅翼航空機隊計有下列機型(至2017年8月):

## 事故

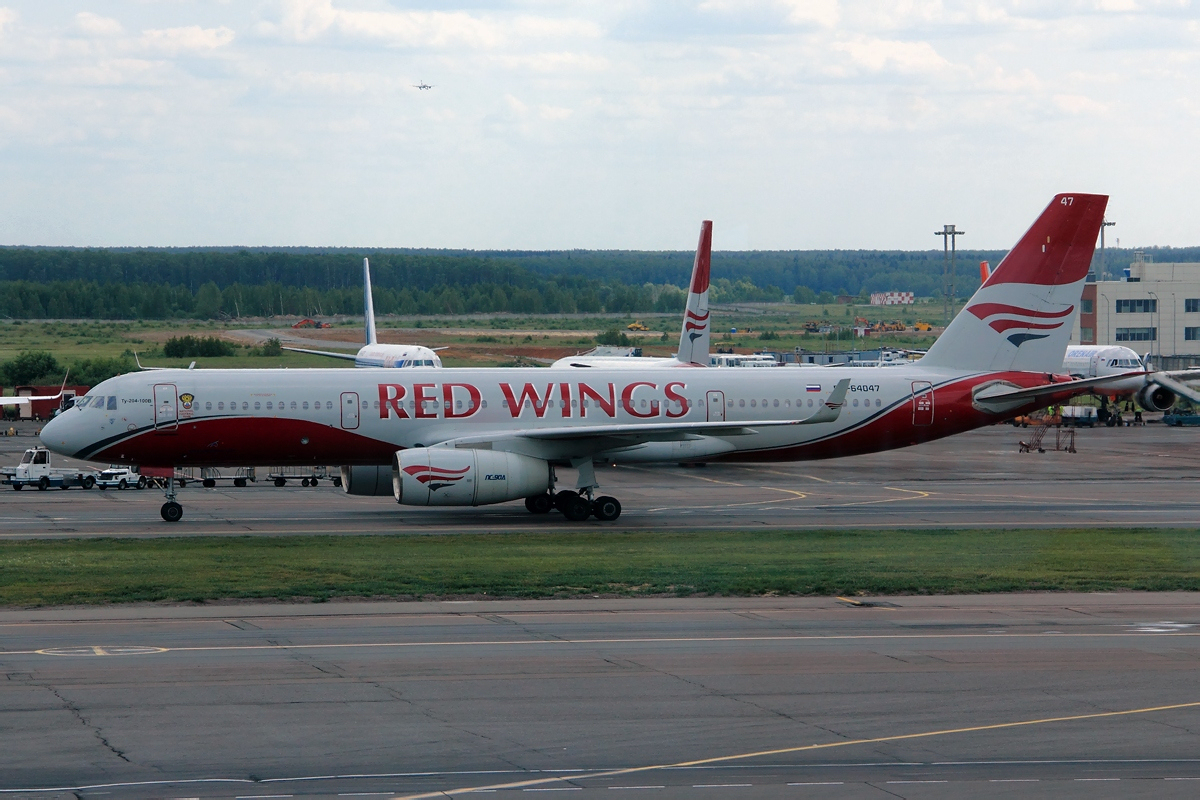
失事的圖-204客機（RA-64047）

在2012年12月29日，紅翼航空9268號班機在捷克帕爾杜比采起飛，在當地時間16時35分（格林威治時間12時35分）伏努科沃國際機場降落時失事解體並起火。班機上有八名機組人員、並無搭載乘客，事故共造成五名機組人員罹難。
2018年8月22日當地時間早上5時06分，紅翼航空808號班機由一架圖-204-100型客機執飛，由俄羅斯烏法前往索契，起飛後不久引擎起火，從乘客拍攝片段中亦可見火舌不斷從引擎外殻縫隙中冒出，機組人員從駕駛艙面板中得知情況，惟自動滅火系統沒有運作。客機最終折返緊急降落，215名乘客和7名機員無恙。

## 外部連結
- 紅翼航空官方網站（页面存档备份，存于）（俄文）
- Red Wings Airlines aircraft